# Borneogomphus teramotoi
Genre
Espèce
Statut de conservation UICN

 VU D2 : Vulnérable
Borneogomphus teramotoi, unique représentant du genre Borneogomphus, est une espèce monotypique de libellules de la famille des Gomphidae (sous-ordre des Anisoptères, ordre des Odonates). 

## Répartition
Cette espèce se retrouve sur l'île de Bornéo.

## Publication originale
- H. Karube & A. Sasamoto, 2014 : « Borneogomphus teramotoi, a new genus and species of Gomphid dragonfly from Borneo (Odonata : Gomphidae : Onychogomphinae) ». Tombo = Acta odonatologica Japonica, 福井 : 日本トンボ学会, vol. 56, 20 mai 2014, p. 65-72,  (ISSN 0495-8314).